# 플라토닉 펀치 바나나
"플라토닉 펀치 바나나"(Platonic Punch Banana)는 한국에서 제작된 오근태 감독의 2008년 코미디 영화이다. 이원우 등이 주연으로 출연하였고 신근철 등이 제작에 참여하였다.

## 출연

### 주연
- 이원우
- 전용길
- 문진식
- 곽움
- 민슬아
- 박혜랑

## 기타
- 조명: 김준성
- 조연출: 김태효
- 음향: 전영하
- 미술: 민슬아